# Do'stlik Futbol Klubi
Il Do'stlik Futbol Klubi è stata una società calcistica uzbeka con sede nella città di Yangibozor. La squadra è stata fondata nel 1963 e disciolta nel 2003 ed ha vinto per due volte la Oʻzbekiston Professional Futbol Ligasi, la massima divisione del campionato di calcio uzbeko.

## Palmarès
- Oʻzbekiston Professional Futbol Ligasi:
  - 2 (1999, 2000)
- Coppa dell'Uzbekistan:
  - 1 (2000)